# 黑塔镇
黑塔镇，是中华人民共和国安徽省宿州市泗县下辖的一个乡镇级行政单位。

## 行政区划
黑塔镇下辖以下地区：
黑塔村、红旗村、顺河村、小梁村、朱山村、马厂村、大魏村、界牌村、蒋杨村、倪姚村、陈圩村、王武村、周黄村、三葛村、三甄村、韩徐村、河西村和三陈村。